# Somogyhárságy
Somogyhárságy là một thị trấn thuộc hạt Baranya, Hungary. Thị trấn này có diện tích 30,97 km², dân số năm 2010 là 444 người, mật độ 14 người/km².